# پتار ایوانوف (بازیکن فوتبال)
پتار ایوانوف (انگلیسی: Petar Ivanov; ۲۹ ژوئن ۱۹۰۳ – ۱۸ ژانویهٔ ۱۹۶۸) بازیکن فوتبال اهل بلغارستان بود.
از باشگاه‌هایی که در آن بازی کرده‌است می‌توان به باشگاه فوتبال لفسکی صوفیه اشاره کرد.
وی همچنین در تیم ملی فوتبال بلغارستان بازی کرده‌است.